# Purita Linares

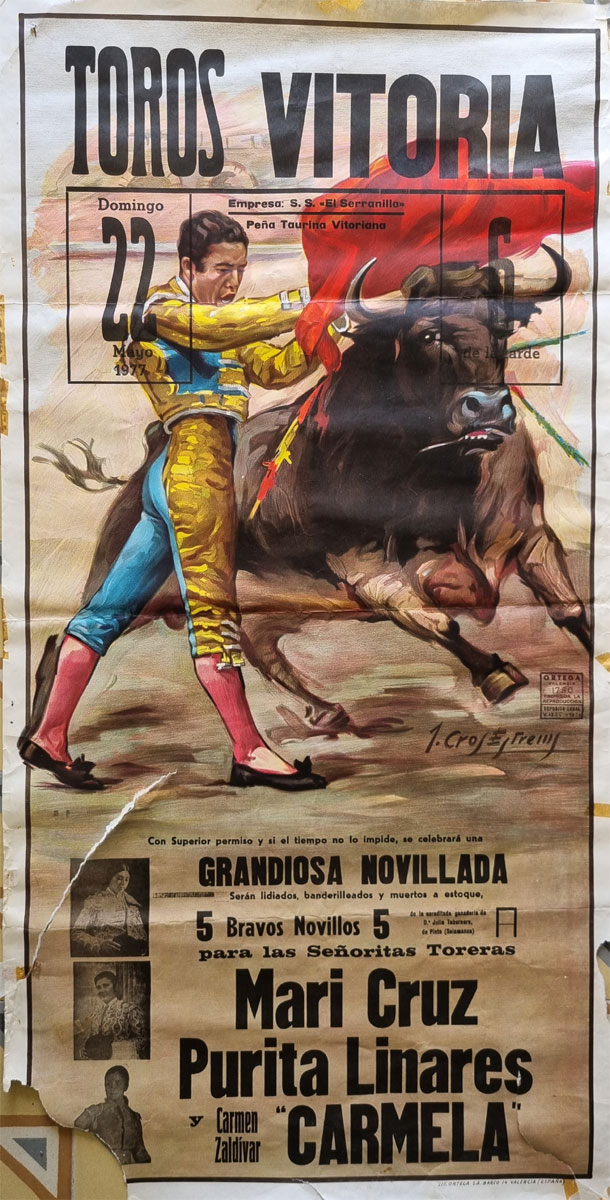
Cartel de la novillada celebrada en Vitoria el 22 de mayo de 1977 en el que se anuncia Purita Linares junto a las toreras Mari Cruz y Carmen Zaldívar "Carmela".

Purificación Linares Juárez, conocida como Purita Linares o La Chinita en los carteles (San Pedro Regalado, Valladolid), es una novillera sin picadores retirada y empresaria taurina española.

## Biografía
Purita Linares nació en el barrio vallisoletano de San Pedro Regalado, fue la sexta de siete hermanos varones. Su primer contacto con el mundo del toro fue a través de unas entradas que le regalaron a su padre, el cual la llevó a la plaza a ver un festejo. Su aprendizaje se realizó en la plaza de toros de Vitoria, y fue apoderada por el banderillero y empresario taurino Santos Santos García, El Serranillo, que más tarde fue su marido.
En abril de 1975 actuó en su primera novillada en Tudela de Duero con novillos de Simón Caminero. Tras actuar en 250  festejos entre las décadas de 1970 y 1980, en 1983, un accidente con un toro en Labastida supuso su retirada de los ruedos. Perteneció a la época de mayor popularidad de las toreras junto a Mari Fortes, Maribel Atiénzar,  Alicia Tomás , Maricruz o La Algabeña.
Ejerció como empresaria taurina primero con su marido, fallecido en 2012, y después junto a su hija, con las plazas de toros de San Esteban de Gormaz, Burgo de Osma, Ayllón, Orduña, Carranza, Almazán de la Sierra o Riaza. En 2019 recibió un premio homenaje en Tordesillas a su carrera.